# Yaruro (peuple)
Pour les articles homonymes, voir Yaruro.

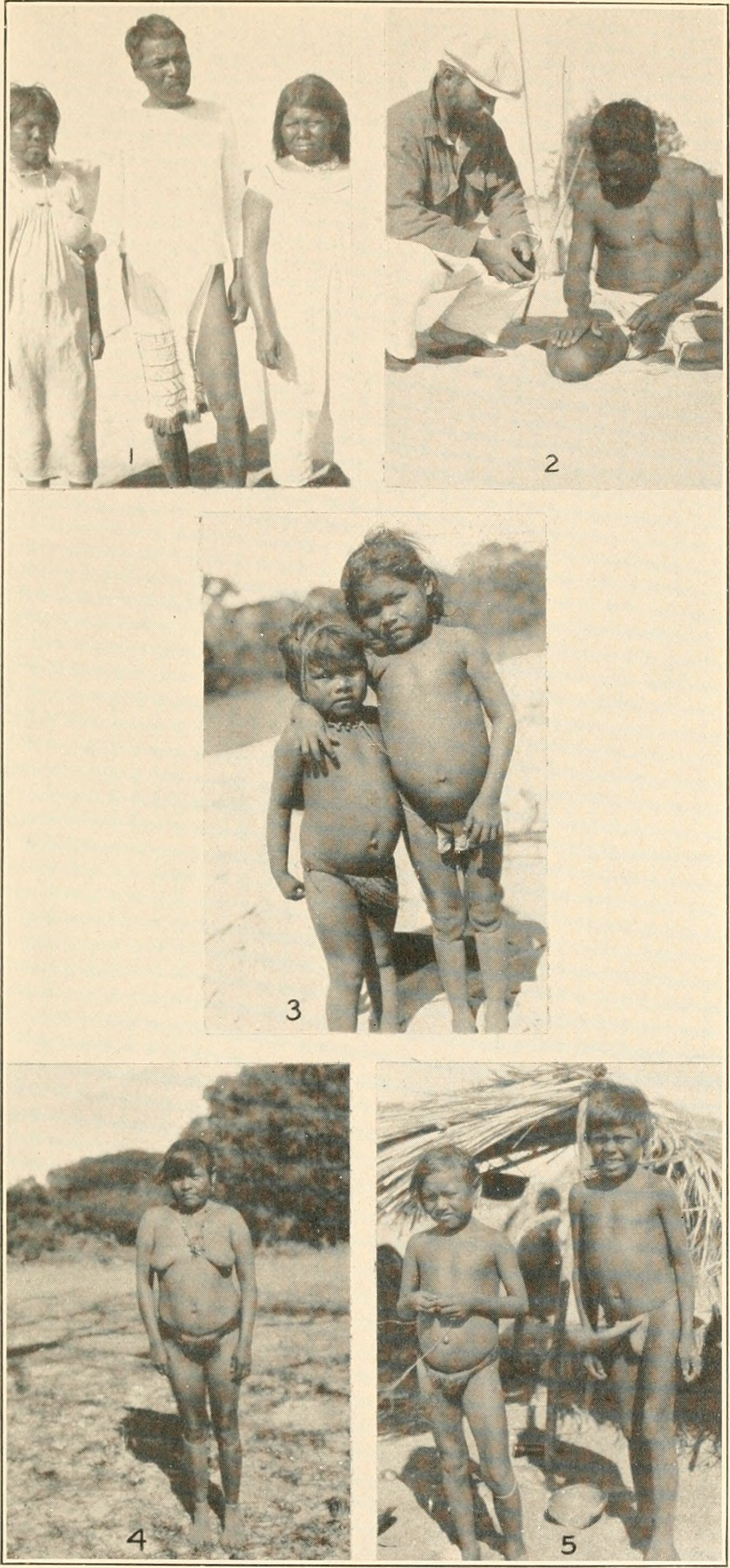
Photo d’indigènes du peuple Yaruro prises en 1939 par le Bureau d’Ethnologie Américain

Les Yaruros sont un peuple indigène qui occupaient la région du moyen Orénoque (Vénézuela)[Quand ?].

## Historique
Ils étaient régulièrement en conflit avec d'autres tribus (Taparitos, Panares, Guamos, Mapoyos).

## Culture
Jules Verne fait mention des Yaruros dans son roman Le Superbe Orénoque[réf. nécessaire].